# 近藤三津枝
近藤 三津枝（こんどう みつえ、1953年6月14日 - ）は日本の政治家。自由民主党所属の元衆議院議員（2期）。学校法人甲南女子学園 理事、阪神高速道路　監査役、一般財団法人大阪府交通安全協会 理事、公益財団法人 松下社会科学振興財団松下資料館 評議員。

## 来歴
兵庫県芦屋市生まれ。小学校から甲南学園で学び、甲南小学校、甲南女子中学校・高等学校、甲南女子大学文学部英文学科卒業。ジャーナリスト、キャスターとして、経済・環境問題をテーマに、国内外で国際的な取材活動を行う。欧米のエクセレントカンパニー、経済発展するアジア各国の熱気を現地取材し、経済ドキュメンタリー番組などを数多く制作。
1997年、米国国務省により、インターナショナル・ビジター・リーダーシップ・プログラム（IVLP）に招待され、全米の今後活躍する将来性の高い企業100社を取材する。
2005年の第44回衆議院議員総選挙に自由民主党から比例近畿ブロックで、比例名簿の単独1位に登載され、初当選。
（衆）経済産業委員会、（衆）環境委員会、（衆）憲法審査会、自由民主党国会対策委員会、憲法改正推進本部事務局次長、広報本部新聞出版局長などを歴任。
2005年10月19日、経済産業委員会で当時の原油価格高騰による中小企業対策への影響緩和策」などについて初質問。
2006年3月29日　（衆）経済産業委員会で携帯電話の機種によって充電器の規格が異なることを取り上げ、規格の標準化、統一化を提案。この質疑後直ちに本件に関する官民の研究会が発足し、第4世代の携帯電話の導入が本格化する2010年をめどの規格統一する方針を報告書にまとめ経済産業省に伝えたことが7月に明らかになる。
2007年予算委員会などの国会質問において、南海トラフ地震等の大規模な災害に備え、関西圏の基幹的広域防災拠点の整備の必要性を取り上げる（2007年2月28日予算委員会分科会、2008年2月27日予算委員会分科会、2009年2月19日予算委員会第八分科会）。本件は、2008年度（平成20年度）予算で堺泉北港（堺市）に基幹的広域防災の整備予算が計上され、2010年4月に 関西初の広域防災拠点（堺泉北港堺2区基幹的広域防災拠点）が堺泉北港に完成する。
2007年8月12日～17日、日本・ベトナム友好議員連盟の一員として、グエン・フー・チャン国会議長（当時）を表敬訪問。
2009年の第45回衆議院議員総選挙で、自由民主党が野党に転落するも、比例近畿ブロックの名簿単独1位に登載され、再選。2度にわたり比例名簿の単独1位に登載された。
2011年1月23日　新聞出版局長として、機関誌「自由民主」のデザインを一新し、自民党が野党となる中で、歴代自民党総裁とのインタビュー記事などを連載する。
2011年4月13日の（衆）経済産業委員会で、東日本大震災に伴う福島第一原子力発電事故に際し、政府がSPEEDI（緊急時迅速放射能影響予測ネットワークシステム）の情報が速やかに国民に公開しなかった問題などを取り上げる。本件については、第179回国会において「政府におけるSPEEDIデータ共有に関する質問主意書」が質問番号29として提出されている。
2011年5月18日、第174回国会衆議院本会議で野党・自由民主党を代表し、「地球温暖化対策基本法案」に対する反対討論で同法案の問題点を指摘。CO2・25%削減が盛り込まれたこの基本法案は、与党の賛成多数で衆議院を通過するが、その後の国会審議などで廃案となる。本件については、第174回国会において「地球温暖化対策基本法案に関する質問主意書」が質問書番号292・426、第176国会において「地球温暖化対策基本法案についての政府の認識に関する質問主意書」が質問書番号19として提出されている。
2011年11月17日の第179回国会、衆議院憲法審査会において、現行憲法では東日本大震災のような大災害が衆議院解散中などに発生した場合、衆議院が機能しない事態に陥ることから、憲法改正にあたっては緊急事態における国会機能の保持に関する改正を盛り込む必要があると主張した。本件については、第179回国会において「緊急事態に対する現行憲法の問題に関する質問主意書」が質問番号23及び質問番号76、第180回国会において、質問番号139として提出されている。
2012年6月7日の衆議院憲法審査会 現行憲法第3章「国民の権利及び義務」について、「環境権」を憲法に規定すべきと見解を示すとともに、「邦人保護規定」を盛込むなど経済・社会の変化に対応した憲法にしていくべきと主張。本件については、第179回国会において「政府におけるSPEEDIデータ共有に関する質問主意書」が質問番号29として提出されている。
2012年の第46回衆議院議員総選挙には立候補せず、第47回衆議院議員総選挙では比例近畿ブロック単独候補としては最上位の39位で立候補したものの、小選挙区での落選者も多く比例単独候補に議席が回らず、落選した。
2013年9月に、7年3か月の衆議院議員として（衆）憲法審査会委員、自由民主党憲法改正推進本部事務局次長などを歴任したことを基に、『女子会「憲法」サークル』を出版（PHP出版）。
本書では、1985年イラン・イラク戦争勃発時にテヘランに残された日本人215人がトルコ航空機2機によって決死の脱出をした事案などを基に「緊急事態時の在留邦人保護」、東日本大震災の教訓を踏まえた「緊急事態時の国会議員の身分の継続」、地球温暖化問題などを背景とした「環境権」などの制定の必要性について所見を整理し発表。
2023年11月3日、秋の叙勲で旭日中綬章を受章した。

## 著書
- 『女子会「憲法」サークル』 PHP研究所（2013/9/21）

## 所属団体・議員連盟
- 83会